# NGC 6166D
NGC 6166D (другие обозначения — MCG 7-34-56, PGC 58262) — линзообразная галактика (S0) в созвездии Геркулес.
Этот объект не входит в число перечисленных в оригинальной редакции «Нового общего каталога» и был добавлен позднее.